# Marcin Komenda
Marcin Komenda (Cracóvia, 24 de maio de 1996) é um jogador de voleibol polonês que atua na posição de levantador.

## Carreira

### Clube
Komenda começou sua carreira no UKS Hutnik Dobry Wynik Kraków. Em seguida, se transferiu para o AKS V LO Rzeszów. Jogou de 2012 a 2015 pelo SMS PZPS Spała.
Em 2017 o levantador se transferiu para o GKS Katowice. Após jogar a temporada 2019-20 pelo Asseco Resovia Rzeszów, o levantador assinou contrato com o Stal Nysa, ainda na primeira divisão polonesa. Após atuar por duas temporadas pelo clube amarelo-azul, o levantador assinou com o LUK Lublin.

### Seleção
Komenda representou a seleção polonesa sub-21 no Campeonato Mundial Sub-21 de 2015, que ocorreu no México, terminando o torneio na 9ª colocação. Foi convocado para atuar na seleção adulta polonesa em 2019, onde conquistou a medalha de bronze na Liga das Nações de 2019 e no Campeonato Europeu de 2019. No mesmo ano foi vice-campeão na Copa do Mundo de 2019, vencendo 9 das 11 partidas disputadas.

## Clubes
| Anos      | Clube                  |
| --------- | ---------------------- |
| 2015–2017 | Effector Kielce        |
| 2017–2019 | GKS Katowice           |
| 2019–2020 | Asseco Resovia Rzeszów |
| 2020–2022 | Stal Nysa              |
| 2022–     | LUK Lublin             |